# 浜松事件 (連続殺人事件)
浜松事件（はままつじけん）は、1941年（昭和16年）8月18日から1942年（昭和17年）8月30日にかけて、静岡県浜名郡（現・浜松市）で発生した連続強盗殺人事件。
聾啞学校中等部1年の中村 誠策（逮捕時満19歳）が、自身の自宅を含む4ヶ所で、1年間に渡って犯行を繰り返し、9人を殺害、6人に重軽傷を負わせた。中村は1944年（昭和19年）6月19日、大審院で上告を棄却され、死刑判決が確定（少年死刑囚）。同年7月24日に死刑を執行されている（満20歳没）。
静岡県警察本部は本事件を、「わが国犯罪史上まれにみる凶悪事件」と評している。地元住民には極度の恐怖を与え、竹槍や棍棒での武装や、自警団の組織といった動きもみられた。また事件の解決に際しては、のちに数々の冤罪事件を生み出した刑事の紅林麻雄が、功労者として表彰を受けており、紅林が名声を得て、出世してゆく機縁となった事件でもある。
静岡県の十七人殺傷事件、聾啞者の大量殺人事件、浜松の聾啞青年大量殺人事件などとも呼称される。

## 概要
本事件の犯人である中村誠策（逮捕時満19歳）は、金欲しさから強盗強姦殺人を目的として、満14歳の1938年（昭和13年）8月21日深夜、芸妓屋「武蔵屋」を襲撃する「武蔵屋事件」を起こし、2人を負傷させた。この犯行は失敗したものの発覚はしなかったため、浜松聾啞学校に入学してのちの1940年（昭和15年）9月にも、小遣いの不足を理由として、再度の強盗殺人計画を立てた。
中村は一家の皆殺しを計画して女性の多い家を狙い、1941年（昭和16年）8月18日深夜に芸妓屋「和香松」を襲撃して1人を殺害、1人を負傷させた（第一事件）。2日後の8月20日深夜には、芸妓屋「菊水」を襲撃して3人を殺害した（第二事件）。さらに次には、標的を自身の家族に定めて、全員を皆殺しにする計画を立て、9月27日深夜、外部から犯人が侵入したかのように装い、兄を殺害し、5人を負傷させた（第三事件）。その後も父親の殺害を試みつつ、平然と家族との同居生活を続けたが、翌1942年（昭和17年）8月30日深夜、数日前に尾行した女性の自宅である農家を襲撃し、4人を殺害した（第四事件）。しかしいずれの事件でも、当初の目的である強盗や強姦は、失敗に終わっている。
警察による捜査は難航し、誤認逮捕者も発生したが、第四事件の際に遺留された覆面から、中村が浮上。10月13日に中村は逮捕された。中村は精神鑑定に掛けられたが、判決では心神耗弱とは認められず、また当時の刑法第40条「瘖啞者ノ行為ハ之ヲ罰セス又ハ其刑ヲ減軽ス」が適用される瘖啞者とも認められず、1944年（昭和19年）2月23日、静岡地方裁判所浜松支部にて死刑判決が下され、6月19日、大審院での上告棄却により、死刑が確定。同年7月24日に死刑を執行された（20歳没）。
本事件は地元住民に極度の恐怖を与えた。また、のちに数々の冤罪事件を生み出した刑事の紅林麻雄が、事件解決の功労者として表彰され、紅林が名声を得るきっかけとなった事件でもある。

### 略年表
| 年                  | 月日     | 出来事                                               |
| ------------------- | -------- | ---------------------------------------------------- |
| 1941年 （昭和16年） | 8月18日  | 第一事件発生。死亡1人、重傷1人。                     |
| 1941年 （昭和16年） | 8月20日  | 第二事件発生。死亡3人。                              |
| 1941年 （昭和16年） | 9月27日  | 第三事件発生。死亡1人、負傷5人。                     |
| 1942年 （昭和17年） | 1月20日  | 隣家の養子を誤認逮捕。                               |
| 1942年 （昭和17年） | 8月30日  | 第四事件発生。死亡4人。                              |
| 1942年 （昭和17年） | 9月24日  | 次男・三男を逮捕。                                   |
| 1942年 （昭和17年） | 10月13日 | 被疑者中村誠策を逮捕。                               |
| 1943年 （昭和18年） | 8月3日   | 内村祐之と吉益脩夫により、被告人中村の精神鑑定開始。 |
| 1944年 （昭和19年） | 2月8日   | 静岡地検が被告人中村に死刑求刑。                     |
| 1944年 （昭和19年） | 2月23日  | 静岡地裁浜松支部にて、被告人中村に死刑判決。         |
| 1944年 （昭和19年） | 6月19日  | 大審院にて上告棄却、被告人中村の死刑が確定。         |
| 1944年 （昭和19年） | 7月24日  | 死刑囚・中村誠策の死刑を執行（20歳没）。             |

## 中村誠策
中村 誠策（なかむら せいさく、1923年〈大正12年〉9月10日 - 1944年〈昭和19年〉7月24日）は、逮捕当時、浜松聾啞学校（現・静岡県立浜松聴覚特別支援学校）中等部1年生の満19歳だった。また、第三の事件で被害を受けた農家の六男でもあった。本籍地は浜名郡北浜村道本86番地（現・浜松市浜名区道本）。
1943年（昭和18年）時点で身長154センチ、体重44キロで、栄養状態は良好とはいえない状態だったが、後述の難聴のほかに、特に病的所見は認められなかった。また腕力が強く、身体的特徴としては極端な短足と、下半身の異常な毛深さがみられた。飲酒や喫煙はせず、女性経験は全くなかった。

### 生い立ち
誠策は村でも有数の裕福な農家のもとに、9人きょうだい（六男三女）の末子として生まれた。生来より強度の難聴で、発する言葉は単音や言葉の反唱のみだった。初めのころは多少聞こえたが、3－4歳のころにはほぼ聞こえなくなった、ともされる。ただし7歳になってようやく「オトッチャ」「オカーチャン」「ネーチャ」「ニーチャ」などと発語するようになったため、親は言語の発達を期待して、普通の小学校に入学させている。
村の尋常小学校へ入学してのちも、言語は発達せずにもっぱら手真似で話していた一方、友人からは「りこうで、しっかりした人間」と評される存在だった。親しい友人はいなかったが、腕力が強く強気でもあり、からかわれた際には攻勢に出て争った。母親によれば、教師からの苦情もなく、注意力が良くて学問に熱心であった、とされる。
誠策は手先が器用で、机や本箱を自作していたほか、機械の分解や修繕を好んでいた。また小学生のころから映画をよく鑑賞し、殺伐とした雰囲気や丹下左膳に、強い憧れを抱いていた。管賀（2021）は殺人の手法に左膳の影響が見られるほか、犯行の際は常にベルトに刃物を差していたことから、丹下左膳の気分になっていたのかもしれない、と分析している。そのほか、少年のころから兄（五男）の影響を受けて、芸妓にも関心を抱いていた。
14歳の3月に、尋常小学校の課程を辛うじて修了し、卒業後は聾啞学校への入学（後述）まで、1年ほど、あるいは3年ほど、家の農業を手伝っていた。しかし元来、誠策のほうでは農業を嫌っていた。
兄の一人によれば、誠策は幼時より利己的な性格で、命じられた仕事以上のことはしようとしなかったほか、勝ち気で剛情であり、自分がしたいことに関しては、他人がどれほど止めても頑なに聞き入れなかった。性格は陰険で、悲哀の感情が欠けており、泣くところを目にしたことのある者はいなかった。
家族に対しての愛情もなく、特に自身を不憫がって愛していた母親に対しても、感謝の念を一切表さず、のちには第三事件で重傷を負わせている。また、特別に自身をいたわっていた兄（四男）をも殺害し、良心の呵責を感じた様子は全くなかった。

### 武蔵屋事件
浜松事件の3年前に当たる、1938年（昭和13年）8月21日の1時50分ごろ、浜名郡積志村西ケ崎403番地（現・浜松市中央区西ケ崎町）の芸妓屋「武蔵屋」で、女将と芸妓が何者かに滅多突きにされ、重軽傷を負う事件が発生した。「武蔵屋事件」と呼称されるこの事件は中村の犯行であったが、その事実は逮捕後の自供により、初めて明らかになっている。
中村がこの犯行を計画したのは、父親から充分に小遣いをもらえなかったためで、準備として、自転車の部品をやすりで削り、3ヶ月かけて刃物を自作し、柄と鞘も作った。また、人間に見立てた綿入りの服を突き刺す練習、懸垂で腕を鍛えた上で首を絞める練習も行っている。その上で自転車を使って、女性が多い家を物色した。
中村は強盗強姦殺人を目的として、この日の1時50分ごろ、物干し台をよじ登って2階から侵入すると、1階で就寝していた女将（38歳）の右頬を、刃物で深く斬りつけた。次に2階へ上がり、寝ていた芸妓（31歳）の背中を2回斬りつけて軽傷を負わせたあと、1階で助けを呼ぶために「火事だ」と叫んでいる女将のもとへと戻り、右耳下、左頬、背中などを滅多突きにし、瀕死の重傷を負わせた。しかし2人を刺した時点で刃物が曲がってしまったため、金品の物色や強姦などをすることなく、玄関から逃走した。
事件当時、女将と同じ部屋に寝ていた長男（13歳）は難を逃れ、逃走する白シャツに黒ズボンの男を目撃している。芸妓屋の事件であったことから、痴情の線が疑われて捜査が行われたが、1ヶ月ほどで打ち切られ、迷宮入りすることとなった（#武蔵屋事件が浮上も参照）。

### 聾啞学校へ入学
武蔵屋事件を起こしてのち、1939年（昭和14年）3月に診察を受けた耳鼻科で、誠策は初めて聾啞学校の存在を知り、両親に要望して、17歳の4月に、浜松聾啞学校（現・静岡県立浜松聴覚特別支援学校）初等部に入学した。あるいは、かつて診察を受けた浜松脳病院の勧めによる入学であったともされる。聾啞のため小学校での成績は最低だったが、聾啞学校では熱心に勉強に取り組み、トップの成績を取るようになった。そして、優良生徒として取り扱われるようになったことや、武蔵屋事件の犯行が発覚しなかったことから、誠策は自己を英雄視するようになっていった。初等部6年は、首席で卒業した。
しかし、入学から1年半ほど経つと、父親は喋れるようにもならず、役に立たないとして、聾啞学校を退学するよう要求し始めた。父親は村で「剛情で温情を欠き、蓄財に汲々として子女の養育をかえりみない」との評判を持つ人物で、学資を惜しみ、誠策を農作業に毎日従事させることを望んでいたとされる。内村&吉益（1973）では、父親は誠策が「……予期に反して口話を修得せず、ますます農業をきらうようになったので、その将来を苦慮し、退学して農業を修得するようにとしばしば勧告したが、不具者にありがちのひがみ根性から、幸作〈注：同書における仮名〉は父の真意を解せず、自身が冷遇疎外されるとひがんだ」としている。誠策はこの要求に対し、ミシンを習わせてくれれば退学すると返答したが、父親は拒絶している。
その後も誠策は勉強を続けることを望み、2－3ヶ月間、弁当を持たずに通学したり、母親に頼んで養鶏を始め、卵を売って学資をまかなうなどするようになった。通学手段も、兄の厚意で電車の定期券を使わせてもらったり、自転車を使ったりして対処し、その熱心さは家族も驚くほどであったとされる。

## 連続殺人事件
養鶏などによって学資をまかなっていた中村は、1940年（昭和15年）の夏休みに、まとまった金を得るために働こうとしたが、聾啞者であるために相手にされなかったことから、盗みのための殺人を再度計画した。しかし計画時点では既に9月になっていたため、来年の夏に犯行を引き延ばしている。冬を避けたのは、戸締りが厳重になること・相手が厚着で刺しにくいこと・寒さで動きが鈍くなること、などを考慮したためだった。
1941年（昭和16年）7月ごろより、再度の犯行を計画し始めた中村は、浜松市内の金物店で刺身包丁を購入した。これを10日間かけて金のこで15センチに切り縮め、やすりを掛けて先端に刃を作り、装着する柄と鞘も自作して、凶器となる匕首を完成させた。中村は匕首に油をかけたり、磨いたりするなどの手入れを行ったほか、これを用いて人を突き刺す練習を繰り返し、手を滑らせない突き方や、反撃された際の対処法などを研究した。さらに、事件を起こす際の服装なども準備し、適当な家を物色した末に、第一事件を起こすに至った。
事件現場はいずれも、浜松市と磐田郡二俣町（のちの天竜市、現・浜松市天竜区）を結ぶ、遠州電気鉄道（現・遠州鉄道）沿線だった。また、本来の目的であった強盗は、一度も成功していない。以下、被害者などの年齢は全て数え年である。

### 第一事件

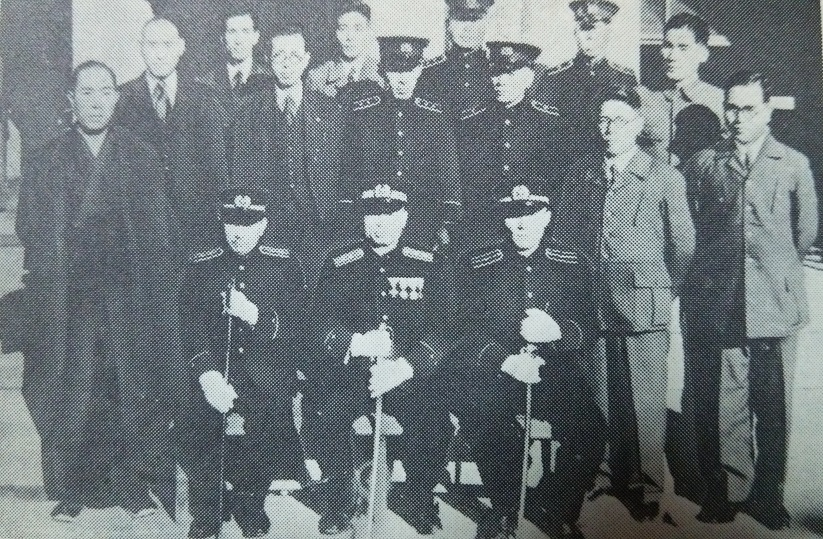
1942年1月の静岡県警察部浜松署。左端が紅林麻雄。

- 事件発生：1941年（昭和16年）8月18日2時過ぎごろ[14]、あるいは2時40分ごろ[16][6]
- 事件現場：静岡県浜名郡北浜村貴布祢305番地（現・浜松市浜名区貴布祢）の芸妓屋「和香松」[7] - 貴布祢駅前に位置していた芸妓屋で、6人の芸妓が在籍していたが、事件当時1人は外出中、3人は別棟で就寝していた[52]。
- 被害者：死亡1人（20歳の芸妓）、重傷1人（20歳の芸妓）[7]

1941年8月18日の2時過ぎごろ、中村は芸妓屋「和香松」の便所高窓の硝子戸を外して侵入し、覆面をした上で、女将と芸妓2人のうち2人を殺し、残る1人から金品を強取した上で強姦して殺害しようとの目的をもって、女将（50歳）が寝ている部屋を窺った。しかし暗かったために、女将を屈強な男と誤認して怖気づき、他の女を殺そうと、表の部屋に寝ていた芸妓2人（いずれも20歳）のうち、1人の胸部から心臓を短刀様の刃物で突き刺して即死させた。さらに、目を覚ましたもう一人の芸妓の、右肩骨前部ほか数ヶ所を滅多刺しにし、瀕死の重傷を負わせた。しかし、芸妓のうめき声に目を覚まして事件に気付いた女将が騒ぎ立てたため、目的を達することなく、便所横の硝子戸から逃走した。
女将は、貴布祢駐在所の巡査に事件を急報、あるいは女将の悲鳴を聞いた近隣住民が、3時10分に警察に通報した。右肩などを滅多刺しにされた芸妓は、出血多量により一時危篤となったが、病院へ搬送され、同僚の芸妓らの輸血により一命を取り留めた。

### 第二事件
- 事件発生：1941年（昭和16年）8月20日2時ごろ[51]、あるいは2時30分ごろ[8][55]
- 事件現場：静岡県浜名郡小野口村小松4459番地（現・浜松市浜名区小松）の料理屋「菊水」[8] - 第一事件が発生した貴布祢駅前から一駅離れた、遠州小松駅前に位置していた[55]。
- 被害者：死亡3人（44歳の女将、16歳の女中、62歳の雇い男）[8][55] - 雇い人の老人はそれまで庭仕事などのため通勤してきていたが、第一事件を受け、女将が物騒だからと住み込ませ始めたばかりだった[56]。

第一事件から1日置いた1941年8月20日の2時ごろ、中村は「菊水」の便所高窓の硝子戸を外して侵入し、ハンカチを口にくわえて変装した上で、表の八畳間に寝ていた女将（44歳）と女中（16歳）のうち1人を除いて家人を殺し、残った1人から金品を強取した上で強姦して殺害しようとの目的をもって、まず裏の六畳間に就寝していた雇い男（62歳）の胸部（右胸部など7ヶ所）を、第一事件と同一の凶器で突き刺し、即死させた。そして目を覚ました女中の背部（右背部2ヶ所）から心臓を突き刺して即死させ、さらに物音に目を覚まして騒いだ女将の、右下腋部数ヶ所、あるいは左側腋窩腺から心臓を突き刺して即死させた。しかし隣家が近いため身の危険を感じ、目的を達することなく、玄関から逃走した。
当時、女将の養子（11歳）が、母と同じ布団に寝ており、2時頃に便所に起きて布団へ戻っていた。それから間もなく、尻に何か触ったように感じて目を覚ますと母の姿がなく、女中が「火事だ火事だ」と叫びながら、白シャツに黒ズボンの見知らぬ男に押されるようにして、雇い男の寝床のほうへ行くのを目撃した。そこで貴布祢の事件（第一事件）のことを思い出し、北側のガラス戸を開けて逃げ出し、約300メートル離れた小松巡査駐在所へ通報した。
第一事件から1日を置いての事件は、地元住民に大きな恐怖を与え、小野口村・北浜村・積志村では、警防団や隣組を動員して警戒に努めた。

### 第三事件
- 事件発生：1941年（昭和16年）9月27日2時過ぎ[51]、あるいは2時20分ごろ[9][57]
- 事件現場：静岡県浜名郡北浜村道本（現・浜松市浜名区道本）の農家（中村宅）[9] - 貴布祢駅から少し離れた場所に位置していた[57]。
- 被害者：死亡1人（27歳四男）、負傷5人（四男の26歳妻、21歳次女あるいは三女、長兄あるいは次兄の6歳娘、59歳父親、59歳母親）[注 10]

第二事件後、中村は疲労していたために1日休んだが、翌日の夜に再度出かけた際、警察の警戒に初めて気づき、外部での犯行を断念した。そして、外での犯行が不可能であることや、家族を皆殺しにすれば、時々小遣いをくれる次男が、大阪から帰ってきて家を継ぎ、学費を出してくれるだろう、また父親以外を憎んでいるわけではないが、父親だけを殺せば自分の犯行だと露見するだろう、などとの考えから、一家を皆殺しにする計画を立て始めた。
実行に当たっては、犯人が外部から侵入したように偽装するほかない、と考えた中村は犯行の機会を窺っていたが、父親から9月24日、養蚕の仕事が忙しいので学校を休めと言われたため抗議したが、結局欠席して蚕仕事を手伝った、という出来事があった。その際、「一生懸命手伝ったが、親爺は怒鳴るばかりで少しも御苦労とか云うような愛の言葉はない。ただ怒るばかりで可愛がって呉れない」と感じたことから、いよいよ犯行をすることに決め、9月26日の夜に至って、今晩の犯行を決意した。
9月26日15時ごろ、自分が就寝する2階と、父親らが寝ている離れの間の廊下に埃が積もっていたため、足跡を残さないために掃き清めている。21時ごろに床に就いたが眠れず、23時ごろに家が寝静まったのがわかったが、23時半ごろまではそのままでおり、日付が変わった1時半ごろに便所に立つとともに様子を窺った。しかし異状がなかったため、2階へ一度戻り、血を拭くための布（一尺四、五寸）を持って階下へ降り、外の風呂桶で濡らして軽く絞った上で、2階へ戻った。
次に凶器と覆面を懐に忍ばせた上で屋外へ出て、離れの西側から様子を窺った。すると節穴から灯火が漏れているのが確認できたため、犯人はここから覗いたことにしようと考え、草履を脱いで素足で地面に足跡をつけ、さらに風呂場の南側の窓を開け、手を差し込んで東側の開き戸を施錠していた釘を引き抜いた。このようにして中へ入り、外部からの侵入を偽装した。
2時過ぎ、あるいは2時20分ごろ、中村は覆面等で変装した上、裏手の離れの六畳間に就寝中の兄（27歳）を殺害しようとし、目覚めた兄による抵抗を受けつつも、これまでと同一の凶器で、胸部・腹部・背部など11ヶ所を突き刺し、上背部から心臓を突き刺して即死させた。次に、物音に気付き起き上がろうとした兄の妻（26歳）に斬りつけて、右脇下などを刺し、胸部に重傷を負わせた。
四男夫妻襲撃後の襲撃順は資料によって前後するが、その他の家族は以下のような被害に遭った（中村視点の係属関係で記述）。
- 父親（59歳） - 左前額部など数ヶ所に刺切創[9][51]
- 母親（59歳） - 背部などに重傷[9][57]
- 姉〈次女[57]あるいは三女[9]〉（21歳） - 左乳頭腺部に創傷[51][57][注 11]
- 姪〈長兄の長女[51]、あるいは次兄の長女[57]〉（6歳） - 右前膊部（右手首）に創傷[51][57]

これらの犯行後、中村は閉めておいた表戸を音を立てて開け、犯人がそこから逃走したかのように装った上で、2階の自室へと逃げ込んだ。用意しておいた布で手や顔についた血を拭き、返り血を浴びた服を風呂敷で包み、屑籠の下へ入れた。匕首は天井のない2階の屋根の、杉皮と瓦の間に隠し、再度就寝した。皆殺しにできたと安堵して熟睡し、程なくしてやってきた刑事の紅林麻雄らに起こされたが、犯行は発覚しなかった。
一方、父親は重傷を負いつつ近隣に助けを求め、隣家の者が貴布祢巡査所へ急報した。四男の妻と母親は一時危篤となったが、のちに回復している。
中村は、この犯行で四男しか死ななかったことに落胆し、翌年5月には父の湯呑みに、2回に渡って猫イラズを入れて殺害を試みたが、気づかれて捨てられたために失敗している。家族は四男の妻がやったことと考え、警察にも届けなかったとされる。

### 第四事件
- 事件発生：1942年（昭和17年）8月30日0時過ぎごろ[44]、あるいは0時30分ごろ[63]、あるいは1時30分ごろ[11]
- 事件現場：静岡県浜名郡積志村下大瀬3381番地（現・浜松市中央区大瀬町）の農家[11] - 遠州共同駅（現・さぎの宮駅）から少し離れた場所に位置していた[63]。
- 被害者：死亡4人（56歳主人、53歳主人の妻、19歳三女、15歳三男）[11][63][注 12]

自身の自宅で第三事件を起こしてのちも、中村は1年間、変わらずに家族とともに生活を続けた。平然として何の感情も表さなかったという。のみならず、第三事件を起こしたことで、中村はますます殺人の雰囲気に陶酔し、次に凶行を行う家の物色を続けた。ただし冬になったのでもう1年待つことに決め、今度は離れた場所でやろうと考えていた。
そして翌年の1942年8月25日ごろに、たまたま同じ電車に乗り合わせた、積志村の農家の三女で煙草専売員の女性（19歳）の身なりが派手だったため、目をつけて尾行し、家を突き止めて様子を探った。そして立派な造りの家だったため、ここを次の標的にすることに決めた。そのため準備として、隠したまま錆びついていた匕首を研いで油を塗り、懸垂や人を刺す練習を5日間続けた。
そして30日0時過ぎごろ、覆面をした上で開放されていた裏口から侵入し、一つの蚊帳で寝ていた主人（56歳）とその妻（53歳）の胸や腹を刺して即死させた。しかし刺された際に妻が「アー」と声を出し、隣に寝ていた三女（19歳）が身を起こした。慌てて匕首を置き、口を塞いだが、覆面を奪われた上に、手に噛みつかれた。振り払って匕首を拾おうとしたが、続いて起き上がってきた三男（15歳）に顔を殴られ、格闘となった末、胸部・腹部から肺、脾臓、胃を突き刺して重傷を負わせた。さらに、掴みかかってきた三女の胸・腹・背中を刺して即死させた。しかし被害者が騒ぎ立てたため、当初の目的である強姦や強盗を達することなく逃走した。
このとき、離れの部屋に寝ていた四女（17歳）は難を逃れている。目を覚まして母屋を見た四女は、男が暴れていたため息をひそめていたが、静かになってから見に行くと家族が血まみれで倒れていたため、隣家へ助けを求め、有玉巡査駐在所へ急報がもたらされた。三男は駆けつけた警部補へ、目覚めてから犯人が逃走するまでの経緯を説明し、犯人について「年齢は二十二、三歳、中肉中背で頭は丸刈の男、白シャツに黒のズボンを穿いていた」と証言しているが、手当の甲斐なく、3時5分に死亡した。
逃走した中村は、覆面と匕首の鞘を現場に忘れてきたことに気づき、匕首をこのまま持ち帰るのは危険だと考え、浜松陸軍飛行学校附近の電柱の割れ目に、匕首を差し込んでひねり、三つに折った上で、草むらに投げ込んで捨てた。その後、松菱百貨店で食事をして電車で帰宅し、殴られて腫れた目については、電車のドアにぶつけたと家族に説明した。
本事件が地域住民に及ぼした影響は大きく、夜は早めに戸を閉め、竹槍を備えて就寝する者も現れたほか、警防団による徹夜警備も再開された。

## 捜査

### 第三事件まで

#### 第一事件
1941年（昭和16年）8月18日、第一事件発生の急報を受けた静岡県警察部浜松警察署長は、ただちに管内警察官の非常招集を行い、隣接の磐田・気賀・二俣各署に緊急手配し、同署次席警部・司法主任警部補・刑事係巡査部長らとともに、現場へ急行している。貴布祢巡査駐在所に仮本部が設置され、現場中心の足取り・現場中心の一般聞き込み・特に芸妓の客筋方面の捜査・料理店、芸妓店の特別聞き込みに特に重点を置いた。
芸妓屋で起きた事件であり、被害者がいずれも芸妓であることや、金品が一切強奪されていなかったことから、強盗ではなく痴情や怨恨など、客筋を巡っての犯行と考えられ、客筋には特に厳重な捜査が行われた。しかし女将や芸妓らには心当たりがなかったほか、遺留品もなく、捜査は難航した。また、痴情にしては芸妓の顔を傷つけていないこと、部屋の電灯を消さなかったこと、窃盗犯のように便所窓から侵入したことなど、不審な点も多くあった。結局、成果はないまま、19日の午前0時頃には、一部の者を仮本部に残して、他の捜査員は本署へ引き上げている。
一方、殺害された芸妓が事件前日に、日ごろ嫌っていた客と遭遇し、侮辱的な言葉を浴びせていたことが判明したため、2日目に警察はこの男を本署へ留置しているが、その最中に第二事件が発生している。

#### 第二事件
8月20日にも、第二事件発生の急報を受けた浜松警察署では、管内のほか隣接の各署へも即時に非常手配を実施。警察部刑事課から警部や警部補、巡査部長が急派されたほか、愛知県からも名古屋医科大学の小宮喬介博士が愛知県刑事課鑑識係員3人と共に来援し、現場鑑識資料の収集を行った。
その結果、第一事件との共通点として、（1）便所の高窓を外して侵入していること（2）屋内を物色した形跡がないこと（3）創傷からみて凶器が同一であること、凶行が同様手段と認められること（4）室内が点灯しているにも拘わらず、覆面をした形跡がないこと（5）犯人が大男でなく老年ではないこと（6）被害者が花柳界の人物であること（7）被害者の悲鳴を聞いた者はいるが、犯人の声を聞いたものはいないこと、などが認められ、明らかに第一事件と同一犯とみられた。第一事件と同様、指紋や遺留品は全く残されていなかったが、女中の布団にズック靴の足跡のみが残っていた。
そのほか、女将が絶命前に庭まで這い出しているのにとどめを刺されていないこと、この料理屋には芸妓と客が同衾する隠し部屋があったがそこへ入っていないことから、痴情や馴染の客の犯行ではない可能性が考えられた。警察による第一事件の大規模捜査中の犯行でもあり、異常な変質者による、無差別な連続殺人である可能性も浮上した。
浜松警察署では、磐田・掛川・藤枝各署から地元の事情に詳しい刑事の応援を求め、8月20日には浜松署長を総指揮とする、8班42人の捜査隊を編成した。22日には、静岡県警察部長も現地へ出張して陣頭指揮に当たっている。24日には、小野口村小松の鮎ケ瀬公会堂に捜査本部を設置、27日には静岡署から2人の刑事を増員した。
しかし、昼夜を問わず行われた捜査も難航した。「捜査の長期化に伴い、地元住民は次の事件の発生を予想して恐怖におののき、自警団の張込みが実施される一方各種のデマが流れ、捜査当局に対する信頼も漸次薄らいできた」としている。現地で寝泊まりしつつ陣頭指揮をとっていた警察部長も当初、解決するまでは帰らないと宣言していたが、やがて引き上げざるを得ない状況となった。

#### 武蔵屋事件が浮上
捜査本部では捜査が難航したことから、過去の重大未検挙事件の洗い直しを行い、ここで3年前の武蔵屋事件の存在が浮上した。電灯を点けたままの犯行・金品の物色をしていないこと・女性を襲いつつ強姦をしていないこと・夏季の犯行であること、などから、明らかにこれまでの2事件と同一人物の犯行と考えられ、武蔵屋事件も捜査の対象に含めることとなった。
この事件でも遺留品は残されていなかったが、武蔵屋のそばに犯人のものと思われる自転車が乗り捨てられており、これは事件の前々夜、北浜村小松の映画館「日の出座」の客が、自転車置場から盗まれたものだった。さらにこの夜、無札で入場しようとした少年が、木戸番に殴られて追い返されており、この少年が聾啞者であること・星の帽章をつけた学生帽をかぶっていたこと・匕首のようなものを所持していたことも判明したため、事件当時にも、近辺に住む聾啞少年が調べられていたが、該当者がおらず迷宮入りしていた。
捜査本部が武蔵屋の女将に改めて話を聞いたところ、絶対に痴情ではないと主張し、また犯人が一言も喋らなかったと述べたことから、聾啞者の犯行である可能性が強まり、当時よりも範囲を広げて若年の聾啞者を洗い出したところ、北浜村道本に住む中村誠策（当時満17歳）の存在が浮上した。日の出劇場の木戸番に面通ししたところ、同一人物かもしれないとの答えが得られたため、中村を取り調べることとなった。
9月22日の夕刻、中村は捜査本部へ連行され取り調べられた。筆談や手真似で色々な質問が行われたが、要領を得ず、事件との結び付きも得られないとして、1時間ほどで解放されることとなった。またこの頃には、9ヶ町村（9,479戸）の戸口調査的調査も完了し、141人の容疑者が浮かんだが、検討の結果、いずれも容疑は消えている。
解放はしたものの、翌日からは中村の自宅へ、専属の刑事が張り込むこととなった。また第三事件の発生に備え、捜査本部では、本部のみならず貴布祢駐在所にも捜査員10名を滞在させ、緊急事態発生に対処できる体制を整えた。

### 第三事件以後
第三事件発生直後、司法主任の片桐素一に随行して、紅林麻雄も応援要員として駆けつけている。しかし中村の姿のみが見えなかったため、紅林は他の刑事を引き連れて2階へ上がり、寝ている中村を起こしたが、隠していた凶器や血の付着した布をこのとき発見しなかったこと、外部から入ったらしき足跡を確認したことから、中村を犯人として疑うことはなかった。

#### 誤認逮捕
1942年（昭和17年）1月20日には、中村宅の隣家の養子が、誤認逮捕されるという出来事が発生している。この隣家は第三事件の際、中村の父親が助けを求めに駆け込んだ家で、殺害された四男の長男（満2歳）を事件直後に隣家が預かっていたため、血痕が隣家まで続いていたことや、養子が農会で米の検査に従事していたこと、中村の父親の口出しで農会での仕事が続けられなくなったこと、農会の宴会で「菊水」への出入りもあったこと、などが逮捕の要因としてあったが、直接の理由としては、中村の母や四男の妻が、刑事や検事に養子が犯人だと告げたことが、直接的な要因となった。しかし当時、村では「犯人はこの養子で間違いない」との噂が広まっており、母親はその噂をもとにしただけ、四男の妻も刑事から誘導される形でそう口にしたに過ぎないことが、のちに判明している。
誤認逮捕された養子は、6ヶ月に渡り拘留され、取り調べを受けた。さらに養子の妻も連日のように署へ呼び出され、夫婦生活についてまでも根掘り葉掘り尋ねられる、といった扱いを受けている。一方で捜査官の一人である小池清松は養子の無罪を信じており、真犯人が逮捕された際には報告に行って共に喜び合った、とされる。小池は本件を教訓とし、戦後発生した二俣事件でも、被告の無罪を立証するために奔走している。

#### 次男・三男を逮捕
第三事件後の1942年（昭和17年）6月末、長期に渡り解決の糸口が見えないことから、静岡県警本部の刑事課長・強力犯主任が更迭され、浜松警察署でも署長がすげ替えられるなど、人事が一新された。このとき更迭された刑事部長の後任として、8月7日付で磐田署にいた紅林麻雄が、浜松署に転属している。
8月30日に発生した第四事件では、被害者の布団の上に、三女の門歯3本が落ちており、犯人に嚙みついて抵抗した様子が認められた。また、同じ布団の上に、凶器のものらしい木製白鞘1本、覆面に用いたらしい人絹小幅の黒っぽい盲縞の布片、布製黒塗りの帽子の顎紐1本が遺留されていた。これらは、これまでの事件と明らかな同一犯である犯人が、初めて残した遺留品であった。
この布片は鑑定の結果、マンガン抜染生地で、1935年（昭和10年） - 1936年（昭和11年）ごろに浜松市内の外山織物合名会社が扱った遠州織物であることがわかった。紅林らは、この覆面の入手元を調査することにし、中村の兄である三男（30歳）が織物問屋を経営していたため、あるいは外山織物の店員を務めていたため、協力を依頼した。しかし三男がこれを断り、さらに業者を回って口止めを始めたとの情報が入ったことから、この情報を得た憲兵隊の憲兵伍長が独自に捜査を行い、9月18日には父親に聞き込みを行った結果、中村家から同一の布が出てきたことから、これを憲兵分隊長を通じ、警察へ報告した。
この報告を受けた静岡県警は、9月24日に中村宅を家宅捜索し、同一の布3点と、同種の織物のズボン1点、顎紐のない学生帽1個を発見したため、ただちに三男と次男（32歳）を逮捕した。次男が逮捕されたのは、大阪へ出ていたが失業して第一事件の1ヶ月前に帰郷してきていたこと・父親に借りた妻の病気の治療代の返済を、利子も付けられ執拗に催促されていたこと・金に窮乏していること・殺害された四男が彼を置いて家や田畑を相続していること、など、動機が存在し犯人の可能性が高いと考えたためで、一人暮らしのためアリバイも存在しなかった。しかし次男は犯行を否定し、一方で弟の誠策を調べるように申し立てた。
その理由として次男は、以下のような事実を話した。
- 8月29日19時ごろ、誠策は「友人の家へ遊び」に行くと言って自転車で出掛けたが、同日中に帰らず、第四事件の発生を聞いた家族が、心配して貴布祢駅まで行くと駅には自転車がなかった。その後、30日の14時ごろに帰ってきたが目を腫らしており、その理由について「電車へ乗るときドアに打って負傷した」と話した。しかし様子が怪しいので、母親は三男のところへ様子を聞きに行った。
- 第三事件のときに四男の妻が、2階へ犯人が上がったような音を聞いていた。のちに（次兄が）試してみると、音のする場所は2階へ上がる階段だけであったため、家族は誠策が犯人ではないかと話した。

また捜査機関でも両人の取り調べの結果、誠策への容疑を深めた。その理由として、
- 全ての事件で犯人が終始無言であり、聾啞者ではないかと思われること。
- 第二事件の当夜、犯人らしき者が第三事件の被害者宅（中村宅）のほうへ消えたこと。
- 第三事件の際に犯人が2階へ上がったと認められること。
- 第三事件の侵入口が不自然で、内部の人間の犯行が考えられること。
- 第三事件以後の誠策の行動に不審な点があること。
- 第四事件の遺留品が第三事件の被害者宅（中村宅）以外にないこと。
- 第四事件の翌日、誠策が目を腫らして帰ったこと、事件当夜の所在が明らかでないこと。
- 第四事件の被害者が犯人を殴打した傷と誠策の負傷の関連性が考えられること。

が考えられた。

## 逮捕
このように容疑充分となったため、1942年（昭和17年）10月12日、紅林麻雄をはじめとする捜査員らは、浜松市鴨江町（現・浜松市中央区鴨江）の浜松聾啞学校を訪れ、中村の校内での動静について質問した。そこで、中村が第三事件ののち、学友に「人殺しをやったのは俺だ」と洩らしていたことが判明したため、すぐに本人を呼び、所持品を検査することとなった。すると、中村は靴箱の中から、他人のズック靴を取り出して提示した。そのためさらに詰問した結果、中村は自分の靴を取り出すふりをして、突然木工道具の箱に手をかけて刃物を摑み、捜査員に襲い掛かろうとした。
中村はただちに制止され叱責されると、観念したのか自身のズック靴を提示した。このズック靴裏の紋様が、第二事件の被害者の敷布に残されたものと完全一致したため、ただちに中村は浜松警察署へ連行され、厳しく取り調べられた。当初、中村は頑なな態度を取っていたが、翌13日午後7時頃からは、全てを自供し、同日に逮捕された。
警察は中村の自供に基づき、第三事件が発生した中村宅の家宅捜索を実施。ここでは犯行に使用した衣類や装身具など数点が発見されたほか、自作した凶器の使い残りの刺身包丁が、鰹節削りに使用されているのも見つかった。第四事件のあとに、三方原の飛行学校東方で折って捨てたという凶器も、10月14日に捜索隊を編成して捜索した結果、電柱の割れ目に凶器を突き刺した跡と、凶器そのものも発見された。
中村の父親は、息子の逮捕後は憔悴しきっている様子だったが、11月7日、浜松へ行くとして家を出たまま行方不明となり、9日に天竜川で、水死体となって発見された。遺書はなかった。また中村の姉は、妊娠中にも拘わらず嫁ぎ先から離縁され、別の姉は世間からの風当たりに耐えかねて「満州にでも行く」と口にしていたとされる。

## 精神鑑定
1943年（昭和18年）7月28日、中村は精神鑑定のために東京拘置所に移送された。そこでは母親へ、手紙で衣服や座蒲団などを要求したが、家族の安否などについては一言も触れなかった。8月3日より精神鑑定が始まり、内村祐之と吉益脩夫が担当した。

### 抽象概念の欠如
中村は、難聴については強度とされ、耳元で大声で話し掛けると微かに聞こえるが、意味を通じるには至らず、中村自身も、意味のある言語を発することはできなかった。周囲の人間とのやり取りは全て手真似と筆談によって行っていたが、この方法を使えばかなり立ち入った会話もできるほど、理解力は敏速、良好であった。計算は、5+8、21-7、35+56、25-16、37-19、33÷11、51÷3、などといった簡単なものなら可能で、九九を知らないのにも拘わらず、工夫して巧みに計算することができた。
一方で、抽象的なものを理解することには困難がみられた。「鳩」「烏」「雀」などは文字を読んで理解したが、これらを何というか、一つの名称で答えよ、との質問には答えられなかった。このことから、「鳥」という上位概念を発見できないと考えられた。同様に、「牛」「馬」「猫」「犬」はいずれも理解したが、これらの総称を答えることはできず、「獣」という字を書いて教えると、前から獣という文字は知っていたが、上位概念としては知らなかった、ということがわかった。その後、「バナナ」「りんご」「柿」などの総称を尋ね、初めて「果物」と正答している。また、複数の物の名前の中から、同じ種類のものを取り出させる試験では、「大根」と同種のものとして「茶碗」「稲」「麦」「箸」を取り出しており、食器と食物を同じ種のものとして、区別しないこともわかった。
鑑定者はこうした結果から、「要するに幸作は口話法による教育を受けておらず、すべて手話法によって教育を受けたため、知識の習得と思考の錬磨とがはなはだ不充分で、ことに抽象的な概念構成がきわめて幼稚である」と総括している。

### 道徳的判断
中村は上述のように、優れた記憶力などの知的素質を示したが、一方で抽象能力検査の結果は非常に悪く、そして道徳的判断は、「驚くほどの幼稚さ」を示した。例えば供述では、繰り返した犯行について細部までを正しく記憶していたが、殺人と100円の窃盗を同程度と考え、また、自分を可愛がってくれない親ならば殺してもよいと、平然と述べている。鑑定に当たった内村と吉益は、動揺すべきところでも常に冷静な中村の鑑定に際して、「きわめて異様に感じた」旨を記している。
中村が家族に対する親愛の情を抱かず、一途に利己的に行動していたこと、また母や同胞の証言からも、元来恩愛の情を欠いていることは確認されていた。こういった事実から、内村と吉益は、「これらの事実は、単に道徳的教養に乏しく抽象的判断が幼稚であるということのみで説明できるものではない。感情生活における先天性の欠陥、ことに高等な人間的感情すなわち情性に欠けているためと考えるほかない」とし、「……彼は一応の教育を受けたとはいうものの、それは非常にかたよったもので、情操教育に留意した正しい教育とは遠いものであったと言えよう。ゆえに、彼に認められる道徳的欠陥の一部分は社会が負うべきものであり、彼の情操の発達程度は未成年者のそれと同様である」とした。そして、以下のように述べている。
また、この精神鑑定書では「将来の見通し」についても附言されており、このまま彼を放置すれば社会への危険は測り知れないが、正しい情操教育を与えれば、優れた知的素質によりある程度の道義的判断はできるようになるだろう、とし、懲戒的措置なども精神の改善に役立つだろう、としている。一方、内在する情性欠如性異常性格は生来の確固たる性格面であるため、根本的改善は難しく、社会的危険性を完全に取り除くことは不可能である、ともしている。

## 刑事裁判
1944年（昭和19年）2月8日、静岡地方裁判所浜松支部において開かれた第3回公判で、井上上席検事が死刑を求刑した。（初公判や第2回公判の日時など、詳細は不詳）。2月23日、静岡地裁浜松支部は求刑通り、 強盗殺人罪・強盗殺人未遂罪・殺人罪・殺人未遂罪・尊属殺人未遂罪・住居侵入罪を罪名として、中村に死刑を言い渡した。
当時、刑法第40条に「瘖啞者ノ行為ハ之ヲ罰セス又ハ其刑ヲ減軽ス」（1995年削除）と定められていたため、その適用の可否が問題となったが、論告によれば、堀口申作の鑑定では聾啞者と認められたものの、浜松脳病院長の藤井綏彦の鑑定では、左右の耳のうち、右耳は空気振動音の聴取が不能であるものの、左耳は高度な内耳性難聴である一方、通常の対話は1メートル、囁きも10センチの距離で聴取が可能だった。また普段よりラジオを聞き、映画館にも出入りして内容を理解していたこと、簡単な発語が可能で「君が代」も「比較的巧妙」に歌唱が可能であったことから、第40条の定める瘖啞者とは認められない、とするものだった。また精神鑑定書によれば意識も清明で妄想なども見られないとして、心神耗弱でもない常人の変質者であるとした。
判決では、中村は瘖啞者でも心神耗弱でもないとする、検事論告の内容がほぼ完全に受け入れられ、中村は知能が高く、法廷における態度も沈着冷静で、心神耗弱者とは認められず、また僅かに音が聞こえており、聾啞者とも認められないため、刑法第40条は当てはまらない、とした。判決文では、鑑定書の結果を採用しなかった理由として、次のように述べている。
精神鑑定を行った内村と吉益は、この判決文について、「右の理由を読むと、裁判長は、精神鑑定人が幸作を心神耗弱と考えた理由を正しく理解していないことがわかる。また耳鼻咽喉科専攻の鑑定人の鑑定をも採用していない。（中略）つまり裁判官は死刑という、完全責任能力のあるものに対してのみ与えるべき刑を、この聾啞者幸作に科したのである。これはあるいは戦時の影響もあってのことかと推測するが、しかし理論上から、われわれはこの判決に大きな疑問を抱かざるを得ない」と述べている。そして、「人権擁護の立場から廃止論さえある死刑が、われわれの精神鑑定にもかかわらず、また再鑑定の措置もとられずに強行されたことに対して、私たちは限りない遺憾を感ぜずにはいられなかった。もちろん感情の上からすれば、この無道の殺生を敢えてした犯人は天人ともに許せぬものではあろうが、しかし彼をこの犯行に追いやったものが、不幸な聾啞と不完全な教育であったとするならば、当人のみがその責任のすべてを負わねばならぬ理由はない」ともしている。
中村は上告したが、1942年（昭和17年）3月21日に施行された戦時刑事特別法によって審理過程が短縮されていたため、上告は大審院で審理が行われた。6月19日に大審院刑事第一部は上告を棄却し、中村の死刑が確定した。
死刑囚・中村誠策は、1944年（昭和19年）7月24日に死刑を執行された（20歳没）。松永（1953）は、中村は最期の言葉として「人間はしいたげられると必ず悪の道に走るものです」と言い残したとしている。

## 影響
渡辺幸重は、浜松事件の発生当時は犯罪は減少傾向にあり、その後戦争の長期化により国民生活が困窮したため、1943年（昭和18年）からは増加に転じていると述べた上で、本事件を「犯罪件数が最も少なかった時期に浜名郡下で最も人々を震撼させた事件」としている。
内村祐之は、「この事件は、折りから戦時中のこととて、あまり全国的には報道されなかったが、その大きさから見ても、その特異性から見ても、まことに稀有な犯罪であった。永年、精神鑑定に携わっている私にすら、これだけの事件は初めてであったばかりでなく、これが聾啞者の手によって行なわれたという点で、文献上にも類例の少ないものではないかと思う。またこの犯人の責任能力について、裁判官と鑑定人の間に大きな意見の相違があった点からも、学問上の問題とするに足る事件であった」と振り返っている。
『静岡県警察史』は本事件について、「わが国犯罪史上まれにみる凶悪事件」とし、発生地の人心が極度に不安動揺し、一時は竹槍を作ったり自警団が組織されたりし、寝室には棍棒を用意するところもあるなど、戦々恐々の有様だった旨を記している。
また報道面では、当時の日本は戦時体制下にあったため、新聞記事が掲載禁止となり、発生当初は詳しく報道されなかったとされることが多いが、管賀（2021）は、第一事件・第二事件の報道は盛んになされており、一切の新聞記事が消えたのは第三事件以後であると指摘している。そして犯人の検挙後、初めて事件の全容が大きく報じられるに至った。

### 紅林の顕彰
1942年（昭和17年）11月17日、浜松警察署にて史上初となる刑事総長による「捜査功労賞」の授賞式が行われ、片桐素一警部補・紅林麻雄刑事・森下茂作巡査（貴布祢駐在所）・坂下珪一憲兵伍長の4人が、本事件解決の功労を顕彰され受賞した。この表彰は新聞で大きく報道され、時の人となった紅林は、警察学校などで講演も行うようになり、のちには強力犯捜査の権威となっていったが、戦後には幸浦事件・二俣事件・小島事件などの冤罪事件を引き起こした。
管賀（2021）は、浜松事件の解決に功労者と呼ぶべき人物はおらず、紅林の表彰は事件を解決したのは憲兵隊ではなく警察だということを示すためのものであったと考察した上で、「その虚像が後の冤罪事件を次々産む元凶となって」いった、と述べている。

### 事件を題材とした作品
松本清張は、1968年（昭和43年）2月23日から4月5日にかけて、『週刊読売』に本事件を題材とした小説『夏夜の連続殺人事件』を連載している。これはノンフィクション『ミステリーの系譜』の中の一作品という位置づけの作品であったが、のちに同作が新潮社から単行本化された際、『夏夜の連続殺人事件』は未収録となっており、『松本清張全集』にも未収録である。
同作品には、検事の予審終結意見書・弁護人の弁論要旨などの独自の資料が掲載されているほか、入手経路は不明ながら、中村の獄中日記も掲載されている。この日記や弁論要旨などの資料は、北九州市立松本清張記念館にも所蔵されておらず、現在は所在不明である。
管賀江留郎は、2016年（平成28年）5月、『道徳感情はなぜ人を誤らせるのか――冤罪、虐殺、正しい心』を洋泉社より刊行している。2021年（令和3年）5月には早川書房のハヤカワ文庫NFより、『冤罪と人類 道徳感情はなぜ人を誤らせるのか』として文庫化された。同書は、浜松事件と二俣事件を中心に、紅林麻雄とその周辺の人物の姿を描くルポルタージュで、紅林が「拷問王」となった背後に存在する、人間の「道徳感情」を追究した著作となっている。